# Oleumutsläppet i Karlskoga 1985
Oleumutsläppet i Karlskoga 1985 var en gasläcka som inträffade den 10 januari 1985 i Karlskoga hos "Nobelverken".

## Bakgrund

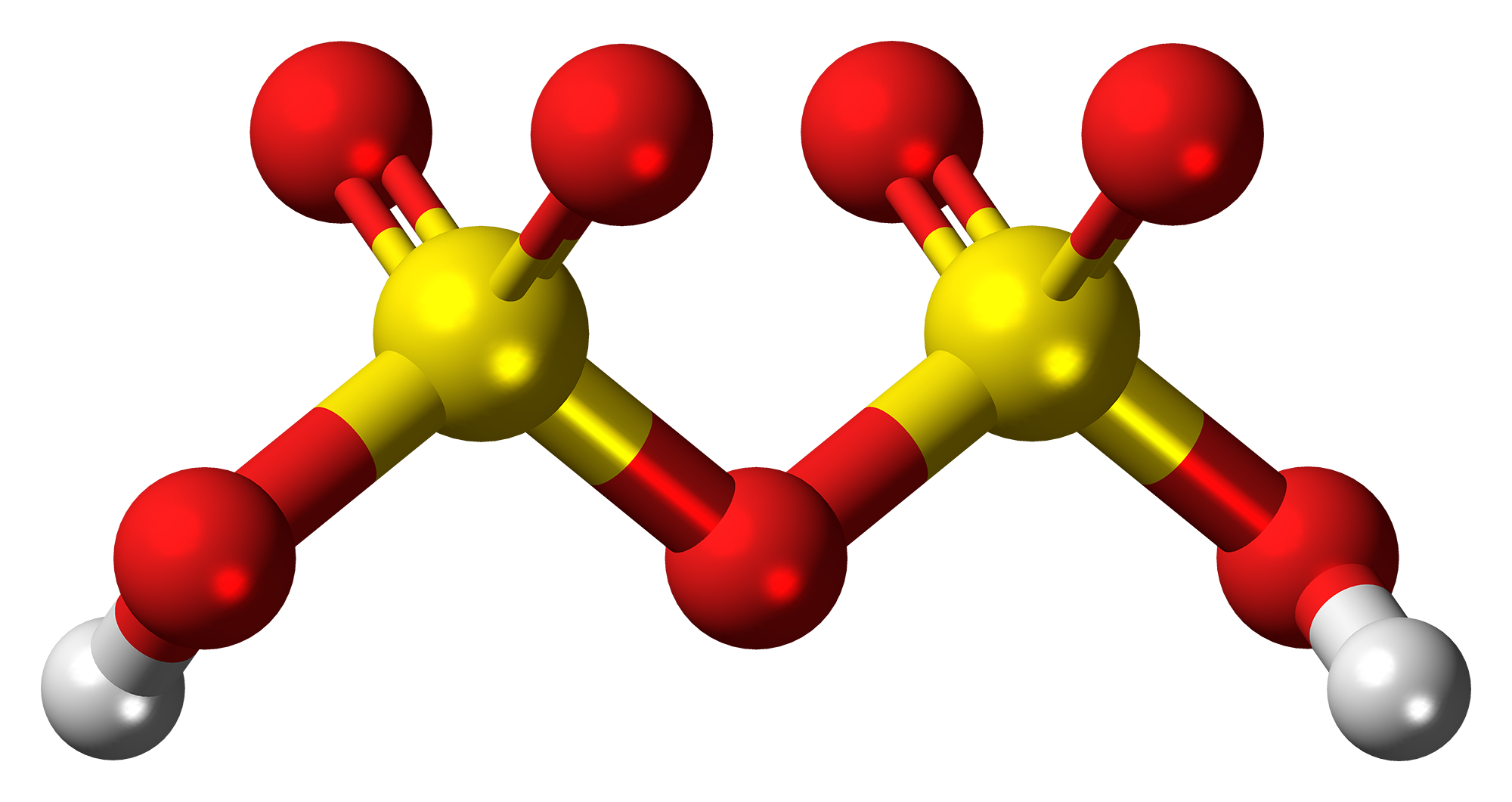
Molekylmodell över pyrosvavelsyra.
Svavel
Syre

Pyrosvavelsyra, även Oleum, är en oxoysyra som används för tillverkning av svavelsyra. Den används också för tillverkning av sprängämnen.

## Olyckan
Den 10 januari 1985, på morgontimmarna, upptäcktes en gasläcka på Björkborns industriområde, nordost om Björkborns herrgård. Gasbehållaren slutade läcka klockan 3, men gasen hade redan reagerat med dimman. Detta resulterade i en nästan helt opak dimma som täckte Karlskoga.

## Respons
Som svar på gasläckan stängdes skolor och kontor, Karlskogas 36 000 invånare tvingades stanna hemma, och trafiken på E18 stoppades; dessutom sökte cirka 20 personer vård på en tillfällig akutklinik som hade inrättats på en lokal skola, för bröstsmärtor och hosta.